# Joan Perpinyà i Pujol
Joan Llorenç Manuel Perpiñá i Pujol (Banyoles, 5 de setembre de 1853 - Barcelona, 1942) fou un empresari, escriptor i comerciant català.

## Biografia
Era fill de l'industrial banyolí Benet Perpinyà i Pibernat i de Maria dels Àngels Pujol i Torà, vinculada a fabricants d'adobs de pells. De ben jove es va traslladar a Barcelona per a ocupar-se dels negocis familiars, tot i que mai va perdre el contacte amb els costums i tradicions de Banyoles. El 1899 va ingressar amb el seu germà en la Societat Econòmica Barcelonesa d'Amics del País, de la que en fou tresorer el 1906. Formà part de la Unió Catalanista i va assistir a les Assemblees de Terrassa (1901) i Barcelona (1904) en representació de Banyoles.
Alhora va iniciar el seu treball dins la Cambra Oficial de Comerç, Indústria i Navegació de Barcelona com a vocal i comptador. El 1908 en fou enviat com a representant al Congrés de l'Exportació a Saragossa i a l'Assemblea de Cambres de Comerç celebrada a València el 1909. El 1910 fou nomenat vicepresident de la Cambra, i del 1914 al 1918 en fou president.
Alhora el 1911 fou nomenat delegat d'Economia de les Obres del Port de Barcelona i va formar part de les delegacions de la Junta del Port de Barcelona i del Consorci del Port Franc.
El 1929 va rebre la Creu d'Isabel la Catòlica i es va retirar dels negocis. El mateix any fou admès a l'Acadèmia de Bones Lletres de Barcelona, on el seu discurs d'entrada, El comercio y la cultura, fou contestat pel filòleg i crític literari Alfons Par i Tusquets. El 1934 fou nomenat president honorari de la Cambra de Comerç de Barcelona. Com a escriptor va traduir al català algunes peces de Friedrich Schiller i William Shakespeare.

## Obres
- Despedida (1905)
- El comerç i la cultura (1930)
- Sonet (1942),
- Guillém Tell (1907), traducció de Friedrich Schiller
- Wallenstein (1911), traducció de Friedrich Schiller
- La Cançó de la campana, traducció de Friedrich Schiller
- Otelo (1929) traducció de William Shakespeare
- Coriolanus (1917) traducció de William Shakespeare
- Molt d'enrenou per no res (1935) traducció de William Shakespeare
- La Tempestat, traducció de William Shakespeare
- Macbeth (1936), traducció de William Shakespeare
- Com vulgueu (1940), traducció de William Shakespeare
- Antoni i Cleopatra, traducció de William Shakespeare
- Ieri i Beteli (1932) de Johann Wolfgang von Goethe
- Si, de Rudyard Kipling.